# IX. Armeekorps
IX. Armeekorps var en tysk armékår under andra världskriget. Kåren sattes upp den 1 oktober 1934.

## operation Barbarossa

### Organisation
Armékårens organisation den 22 juni 1941: 
- 137. Infanterie-Division
- 263. Infanterie-Division
- 292. Infanterie-Division

## Slaget om Moskva

### Organisation
Armékårens organisation den 1 oktober 1942 
- 35. Infanterie-Division
- 252. Infanterie-Division
- 7. Infanterie-Division
- 258. Infanterie-Division
- 292. Infanterie-Division
- 98. Infanterie-Division

## Befälhavare
Kårens befälhavare:
- General der Artillerie Friedrich Dollmann 1 oktober 1934 - 26 augusti 1939
- General der Infanterie Hermann Geyer 26 augusti 1939 - 31 december 1941
- General der Infanterie Hans Schmidt 31 december 1941 - 15 oktober 1943
- General der Infanterie Heinrich Clössner 15 oktober 1943 - 5 december 1943
- General der Infanterie Rolf Wuthmann 5 december 1943 - 20 april 1945
- Generalleutnant Hermann Hohn 20 april 1945 - 8 maj 1945

Stabschef: 
- Oberst Bodewin Keitel  1 juni 1936–12 oktober 1937
- Generalmajor Carl Hilpert  12 oktober 1937–1 oktober 1939
- Oberst Maximilian Grimmeiß  1 oktober 1939–1 januari 1941
- Oberstleutnant Hans-Ottfried von Linstow  1 januari 1941–22 december 1941
- Oberst Paul Reichelt   22 december 1941–17 augusti 1943
- Oberst Herbert Koestlin   17 augusti 1943–1 oktober 1943
- Oberst Robert Praefke  1 oktober 1943–1 april 1945
- Oberstleutnant Hugo Binder  1 april 1945–1 maj 1945

### Webbkällor
- ”IX. Armeekorps - Lexikon der Wehrmacht”. Lexikon der Wehrmacht. http://www.lexikon-der-wehrmacht.de/Gliederungen/Korps/IXKorps-R.htm. Läst 25 april 2012.